# Berghofen (Eching)
Berghofen ist ein Ortsteil der Gemeinde Eching im niederbayerischen Landkreis Landshut.

## Lage
Das Kirchdorf Berghofen liegt etwa drei Kilometer südwestlich von Eching im Isar-Inn-Hügelland am Rande des Isartals. Es eröffnet sich von hier eine gute Aussicht nach Moosburg an der Isar und München.

## Geschichte
Bereits in einer Freisingischen Urkunde aus dem Jahre 784 zur Zeit des Bischofs Hitto von Freising ist von dem Landeigentümer und Vasall Kiso in Perchhovun die Rede. Berghofen war im 11. Jahrhundert ein bevölkerter, wohlhabender Ort. Die Bauern Heinrich, Fogel, Blanche, Marchart, Sifridus, Arbo, Ulrich und der Schmid Mäus treten als Zeugen in den Urkunden des Stiftes Moosburg auf. Auf den Besitzungen Berghofens erlangte das Kloster das jus hofmarchiale.  In den aus dem Jahre 1359 stammenden Liber redituum 15 sind die Rechte des Stiftes St. Kastulus in der Hofmark Berghofen aufgezeichnet. 1587 verlieh es den Angehörigen der Hofmark eine Hofmarksordnung und das Richteramt der Preysing zu Kronwinkl.
Alljährlich wurden an der Schranne zu Berghofen die Dorffreiheiten verlesen. Bis zur Säkularisation in Bayern im Jahr 1803 hatte die St. Kastulus-Hofmark Berghofen Bestand. Die 1818 gebildete Gemeinde Berghofen gehörte zum Landgericht, Bezirksamt und schließlich zum Landkreis Landshut. Sie umfasste die Ortsteile Berghofen, Büchlmann, Hasselfurth, Reit, Schwaigerhof, Stadler und Thal. Am 1. Oktober 1970 wurde die Gemeinde Berghofen im Zuge der Gebietsreform in Bayern in die Gemeinde Eching eingegliedert.

## Sehenswürdigkeiten
- Filialkirche St. Peter und Paul. Der Turm mit seinem romanischen Untergeschoss war früher ein Wehrturm. Die heutige Form der Kirche stammt aus den Jahren um 1400. Die gotischen Fresken aus der Zeit um 1420 wurden 1913 freigelegt.

## Vereine
- Freiwillige Feuerwehr Berghofen
- Burschenverein Berghofen
- Gartenbauverein Berghofen